# Goss (Missouri)
Pour les articles homonymes, voir Goss.
Goss est un village situé au centre du comté de Monroe, dans le Missouri, aux États-Unis,.

## Démographie
Depuis le recensement de 2010, le village n'a plus d'habitant.

### Source de la traduction
- (en) Cet article est partiellement ou en totalité issu de l’article de Wikipédia en anglais intitulé « Goss, Missouri » (voir la liste des auteurs).